# 해석학 (철학)

해석학(解釋學, Hermeneutics)이란 해석의 이론과 방법론이다. 특별히 성경 텍스트, 지혜문학, 그리고 철학 텍스트를 해석하는 이론이며 방법론이다.
성경 해석학을 포함하여 전통적인 해석학은 기록된 텍스트 특별히 문학, 종교 그리고 법의 분야에 있는 텍스트를 해석하는 학문을 의미한다. 그러나 현대 해석학은 기록된 텍스트와 관련된 문제만을 포함하지 않고, 해석하는 과정에 있는 모든 것들을 포함한다. 이것은 의사소통의 언어적 혹은 비언어적 형식들을 포함할 뿐만 아니라 전제, 전이해, 언어와 의미를 다루는 철학, 그리고 기호학과 같은 의사소통에 영향을 주는 중요한 관점도 포함한다. 철학적 해석학은 첫째로 진리와 방법에서 발전된 한스 게오르그 가다머의 지식이론 그리고 때때로 폴 리쾨르와 관련된다.

## 해석 어원
해석학을 뜻하는 “헤르메노이틱(Hermeneutik)”의 어원은 원래 헬라어 “헤르메뉴”(ἑρμηνεύω, 해석하다)에서 왔다. 동사형과 명사형으로 사용된 이 헬라어는 이미 고대 헬라 저술가들의 문헌에서 발견되는데, 플라톤, 아리스토텔레스, 크세노폰, 플루타르크, 에우리피데스, 루크레티우스 같은 이들의 작품이 그것이다. 이 단어는 원래 헬라 신화에 나오는 신의 사자인 “헤르메스”에서 파생되었다. 여기서 중요한 점은 헤르메스가 “인간의 이해 능력을 초월해 있는 것을 인간의 지성이 파악할 수 있도록 전환시켜 주는 기능과 관련되어 있다”는 점이다(팔머, 해석학이란 무엇인가?, 34). 즉 헬라인들의 생각에 의하면 인간이 어떤 사건을 이해하고 그 의미를 파악해서 다른 사람에게 전달할 수 있게 하는 도구인 언어는 날개 달린 헤르메스의 작용이다.

## 현대 해석학
전통적인 해석학은 쓰여진 텍스트의 의미에 관심을 갖는 해석이론을 포함한다. 그런 이론들은 저자와 독자 그리고 텍스트 사이에 발견된 관계들에 초점을 둔다. 히쉬(E.D. Hirsch)가 주장하기를 한 텍스트의 의미는 저자의 의도에 의해 결정된다고 한다. 한스 게오르그 가다머(Hans-Georg Gadamer)는 텍스트의 의미는 저자를 넘어서, 독자의 지평과 저자의 지평이 만나는(융합하는) 지점에 의해 결정된다고 한다. 폴 리꾀르(Paul Ricœur)는 텍스트는 저자의 의도와 원래의 독자들에게 의존하지 않고 오히려 독자가 텍스트의 의미를 결정한다고 주장한다.

## 성경 해석학
성경 해석학은 일반적인 해석학과 특수한 해석학으로 2 분류로 나뉜다. 일반적인 해석학은 문법적, 역사적-문화적, 문맥적, 언어구문적, 신학적 관점을 포함하여 모든 성경 본문을 해석을 통제하는 규칙들을 연구하는 것이다. 특수한 해석학은 비유, 알레고리, 모형, 그리고 예언과 같은 특별한 장르에 적용하는 규칙들을 연구하는 것이다. 성경 해석학은 가끔 하나의 과학과 하나의 예술로 정의된다. 미리 정해진 규칙들과 관련해서 과학으로, 의미가 기계적이며 엄격한 규칙들 안에서는 발견되지 않는 면에서 하나의 예술로 인정된다.

## 신학적 해석학
성경 해석학과 같은 의미로 쓰일 수 있지만, 좀 더 신학적인 요소를 포함하여 성경본문을 해석한다 점에서 차이가 있다. 신학적 해석학은 성경을 성경으로 해석하며, 성령의 조명을 인정하며, 기존의 성경해석자들의 해석들을 참고하여 성경 본문을 종합적으로 해석하는 학문이다. 예를 들면 칼빈의 해석학은 칼빈의 신학적 해석학으로 연구될 수 있다. 신학적 해석학은 역사적 문접적 해석학을 배제하지 않으면서도 현대 철학적 해석학까지 사용하여 성경의 본문을 연구하는 것이다. 바르트의 변증법적 해석이나 불트만의 실존적 해석학, 그리고 푹스나 에벨링과 같은 신 해석학과 같은 것들이 있다.

## 슐라이에르마허
슐라이에르마허는 해석학이란 본문으로부터 의미를 끌어내는 이해의 학 또는 이해의 예술(the art of understanding)로 정의한다. 여기서 이해는 이해되고 있는 과정이 중요하며, 예술이란 하나의 기술이며, 주관성을 말한다. 이해 자체에 해석학의 관심을 두고 이해가 일어나는 조건을 분석하고, 이해가 성취될 수 있는 방법을 제시한다. 이해란 저자의 정신적 과정의 추체험으로 규정한다. 객관화 된 고정된 표현을 통해 그것이 연원한, 저자의 정신적 삶에 도달하는 과정으로 본다. 오해를 피하는 기술로서 해석학을 정의하며, 문제의 전적인 발전은 텍스트 보다는 저자에 집중되었다. 오해를 피하기 위해 문법적 심리적인 규칙을 제한한다.

### 신 해석학
신 해석학(New Hermeneutic)은 루돌프 불트만 이후 해석학이 실존주의를 통하여 성경을 단순하게 이해하는 것에 만족하지 못한 점에서 출발한다. 신 해석학의 핵심은 언어의 실존적 이해에만 그치지 않고 언어가 개인의 삶의 역사에서 언어의 사건화되는 것에 강조를 한다. 대표적으로 어네스트 푹스와 게하르트 에벨링이 있다.

### 어네스트 푹스
어네스트 푹스(Ernst Fuchs)는 에벨링과 더불어 신 해석학파(New Hermeneutic)의 주창자이다. 그의 관심은 인간 존재에 대한 방해 받지 않는 언어를 듣는 법을 배울려고 한다. 이것을 언어사건이라고 한다. 후기 하이데거의 실존주의 철학을 적용하는데, 루돌프 불트만이 예수의 사적(史的) 문제에 있어서 전혀 도외시하기에 예수의 말씀과 케리그마 사이의 연속성을 주장하게 된다. 예수의 행동과 케류그마의 연 속성을 말한다. 초대 기독교의 성찬이나 예수가 세리와 음식을 나눔의 행위는 구속사적 의미가 있다고 보았다. 십자가 사건은 제자들이 구속의 의미를 이해하게 해주었다고 주장하며, 이것이 초기 기독교의 탄생이라고 한다. 그러므로 예수의 행동과 케류그마의 연속성이 있다고 주장한다.

### 게하르트 에벨링
게하르트 에벨링은 어네스트 푹스가 주장한 언어사건이라는 말 대신에 '말사건'을 주장한다. 에벨링은 "해설되어야 하고 해설이 필요한 것은 이제 더 이상 본문이 아니라고 한다. 이제 우리는 본문의 목적이 그 자체가 해설하고 조명하고 창조하는 것을 보는 것이라고 한다. 본문은 거기에 그 자체만을 위하여 있는 것이 아니라 본문의 기원이며 미래일 말 사건을 위하여 있는 것이다"라고 한다. 그러므로 언어사건(말 사건)은 계속적으로 일어난다고 한다. 해석자가 텍스트를 주장하는 것이 아니라 계속적으로 텍스트가 해석자를 주장한다는 것이다라고 한다.

## 현대 해석학
현대 해석학은 계몽주의 이후 자유주의 신학의 아버지인 슐라이에르마허를 시작으로 태동되었다. 좀더 철학적인 관점이 강조되면서 성경본문의 해석보다는 철학의 주제로서 정신과 심리에 관심을 가졌던 딜타이로 발전되었다.

### 철학적 해석학
철학적 해석학은 이 세계를 자연과학의 방법으로 완벽하게 해명해 내고자 하는 시도를 비판하고, 정신과학이 지닌 고유하고 독자적인 ‘진리’가 존재한다는 사실을 드러내고자 한다. 실존주의 영향속에서 현존에 관심을 가진 하이데거의 존재론적 해석학(Ontological hermeneutics), 그리고 지평의 융합을 강조한 가다머에서 꽃을 피운다. 철학적 해석학의 관심사에 대해 한스게오르크 가다머는 진리와 방법에서“과학적 방법론의 지배 영역을 넘어서는 진리 경험을 도처에서 찾아내어 그 고유한 정당성에 관해 물으려는 것이다.”라고한다. 자연과학의 기준에서 보았을 때 그 가치가 정당하게 평가될 수 없는 예술, 종교, 도덕 등의 영역은 철학적 해석학을 통해 그 자신의 독특한 ‘진리’를 이야기하고 있는 것으로 밝혀진다.

## 같이 보기
- 역사적 문법적 해석
- 4중적 의미의 해석
- 석의
- 신 해석학
- 슐라이에르마허의 해석학
- 칼빈의 해석원리
- 간결성과 용이성

## 참고 문헌
- 안명준외, 신학적 해석학 상, 하, 이컴비즈넷, 2009
- 한스 인아이헨, 철학적 해석학, 문예출판사, 1998